# Doble (automóviles)

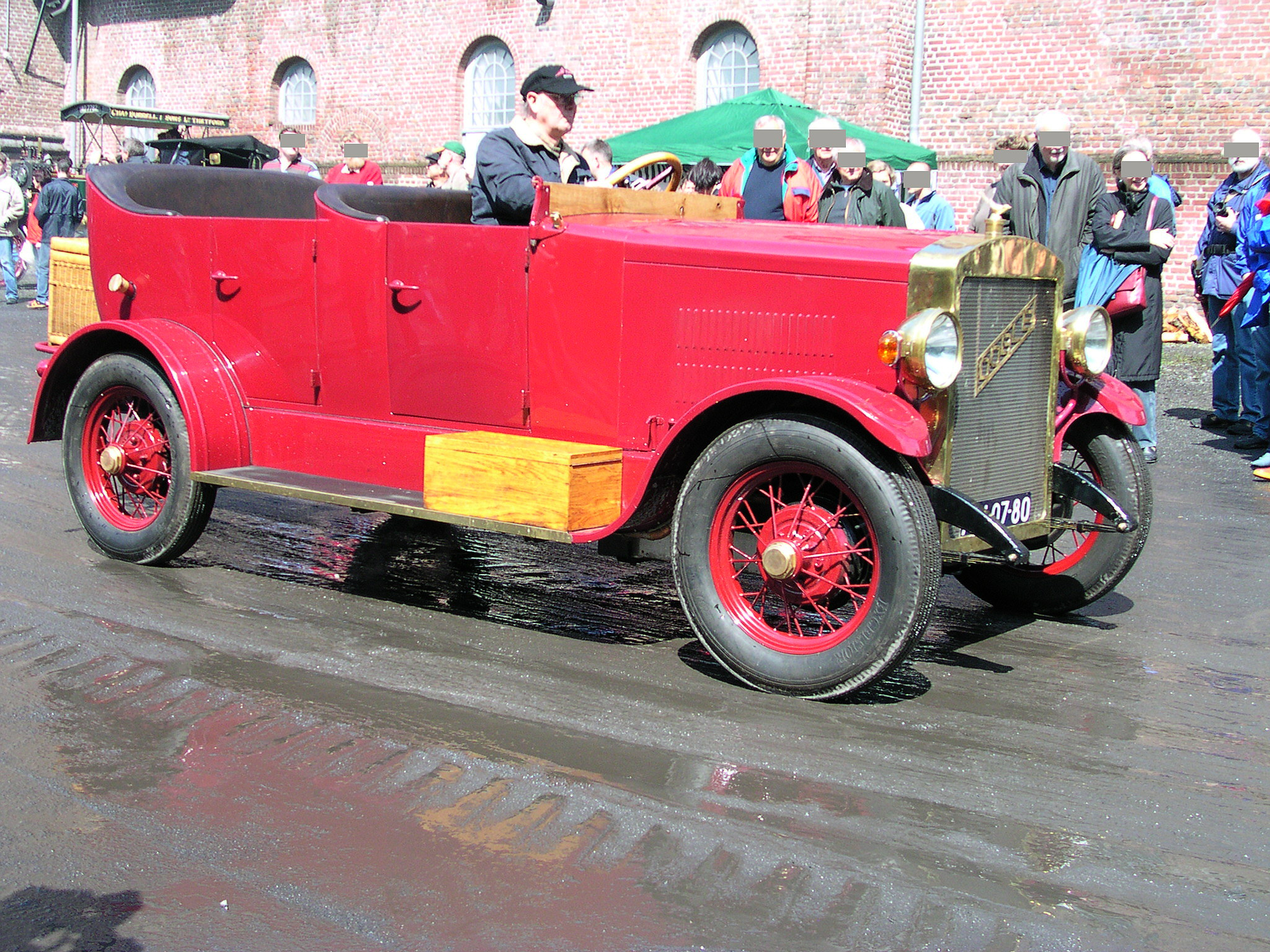
Automóvil de vapor Doble

Los automóviles de vapor Doble fueron fabricados por los hermanos Doble, especialmente por Abner Doble. Su influencia en el mercado del automóvil fue reducida. Pero el nivel técnico alcanzado fue muy importante.

## Historia
Había cuatro hermanos Doble: Abner, William, John y Warren. El padre, William Doble, había patentado la turbina Pelton en California y ganado una fortuna. Los cuatro estuvieron asociados en la fabricación de automóviles de vapor con diversos grados de implicación.
Ayudado por sus hermanos, Abner Doble construyó su primer coche de vapor entre 1906 y 1909, cuando aún era estudiante. Aprovecharon componentes de un automóvil White (White Motor Company) de vapor pero el motor era de diseño propio. Aquel primer prototipo no iba muy bien pero les animó a construir un par más en años siguientes.
Abner se desplazó hacia Massachusetts en 1910 con idea de estudiar ingeniería en el MIT, pero abandonó los estudios al cabo de un semestre para dedicarse a los automóviles de vapor.
El tercer prototipo, el modelo B, permitió que Abner pidiera una serie de patentes basadas en las innovaciones adoptadas en la construcción de este modelo. Una de las mejoras más importantes fue el montaje de un condensador de vapor que permitía limitar las necesidades de reposición de agua alargando la autonomía hasta 2400 km (los automóviles de vapor contemporáneos tenían una autonomía de unos 80 km).
Otra mejora del modelo B fue la práctica de mezclar aceite al agua del circuito de vapor, lo que eliminó los problemas de corrosión y calcificación de la caldera.
El modelo B atrajo la atención de las revistas especializadas. Aparte de un tiempo de puesta en marcha muy lento, en comparación con los coches con motor de combustión interna, el Doble modelo B mostraba características muy notables. Era muy silencioso y aceleraba mucho más que otros automóviles: De 0-100 km/h en 15 segundos. Un Ford T necesitaba 40 segundos para ir desde cero hasta su velocidad máxima de 80 km/h.
Su motor de vapor no necesitaba embrague ni transmisión. El par motor era muy grande, como el de motores de vapor similares, y disponible desde motor parado.

## El modelo Detroit
En 1915 Abner Doble fue desde Massachusetts hasta Detroit el volante del modelo B en busca de inversiones. Consiguió un capital de 200.000 dólares y fundó la General Engineering Company con sede en Detroit. A continuación los hermanos Doble comenzaron la construcción del modelo C (también conocido como Doble Detroit) con intención de perfeccionar el modelo B.
El Doble Detroit incorporaba un sistema de encendido desde el lugar del conductor mediante una clave, eliminando la necesidad de una encendido manual.
John Doble diseñó y construyó una caldera de tubos de agua de vaporización instantánea ("flash Boiler") dentro de una carcasa rectangular. El quemador consistía en una especie de carburador de efecto Venturi, con un ventilador eléctrico que provocaba un caudal de aire forzado. El combustible, queroseno pulverizado, se encendía por efecto de una bujía. La llama calentaba rápidamente el agua de alimentación presente en un conjunto de tubos verticales soldados en colectores horizontales.
Parece que hubo dos calderas en el modelo C. Una con el quemador en la parte inferior y otra con el quemador en la parte de arriba.
El quemador funcionaba automáticamente. En la base de la caldera había una placa metálica con una serie de barras de cuarzo. Al subir la temperatura la placa se dilataba y desplazaba las barras de cuarzo que cerraban el quemador. Si la temperatura bajaba, las barras se acortaban poniendo en marcha el quemador.
El modelo Detroit podía arrancar desde frío en 90 segundos. El motor era bicilíndrico de flujo único y doble acción e iba montado horizontalmente bajo el suelo del vehículo. Disponía de válvulas de deslizamiento dobles operadas mediante el sistema Joy.
El mando constaba de:
- Volante
- Pedal de freno
- Pedal de regulación del tiempo de inyección de vapor y reversa
- Pedal acelerador

La caldera se situaba en la parte frontal del coche con el motor conectado al eje trasero. La distribución de las masas quedaba equilibrada y el centro de gravedad muy bajo, factores que contribuían a la estabilidad y maniobrabilidad del automóvil.
Las mejoras del modelo Detroit permitían ofrecer un automóvil sencillo de conducir, con una gran velocidad y aceleración y un motor muy silencioso. El único defecto destacable eran los frenos insuficientes, defecto compartido con los automóviles de la época. Los coches de 1920 a menudo tenían dos frenos de tambor accionados mecánicamente en las ruedas traseras. Los tambores del Doble eran mucho más grandes que los tambores habituales.
El modelo Detroit no tenía embrague, transmisión, distribuidor ni contactos de encendido. La fiabilidad se basaba en parte en la falta de piezas que ocasionaban averías en los otros automóviles.
Algunos automóviles Doble han funcionado varios miles de kilómetros sin ninguna reparación importante.
El modelo Detroit causó sensación en la Feria del Motor de Nueva York de 1917. La compañía recibió más de 5000 peticiones de compra, con entregas previstas a partir de primeros de 1918.
Problemas de fabricación no permitieron satisfacer las demandas. Se calcula que solo fueron fabricadas entre 11 y 18 unidades.
Había dificultades de suministro (por culpa de la Primera Guerra Mundial), dificultades técnicas de fiabilidad en algunos coches suministrados y problemas por falta de acuerdo entre los hermanos Doble. La cosa llegó a una demanda de John contra Abner por violación de patente. Y Abner marchó hacia California.
Con la muerte de John con solo 28 años, de resultas de un cáncer linfático, los otros tres se reunieron en Emeryville (California) fundando la Doble Steam Motors.

## El modelo D
El modelo D de 1922 fue completamente modificado. Se sustituyó el motor de flujo único ("uniflow") por un motor de doble expansión ("compound") de dos cilindros, manteniendo el accionamiento tipo Joy pero con válvulas al pistón (?). El generador era del tipo monotubo con el quemador en la parte superior. Se pretendía un mejor aprovechamiento del calor haciendo que los gases de combustión permanecieran un tiempo más largo en contacto con el tubo del agua.
Los gases de escape salían por la parte baja del generador. El quemador estaba orientado de manera a obtener un flujo giratorio de los gases de combustión. Primeramente sobrecalentaban el tubo de la parte superior (obteniendo vapor sobrecalentado) e iban bajando para calentar el agua de alimentación que entraba por la parte inferior.
En los modelos D2 se puede observar un volante miniatura, situado en medio del volante de dirección del vehículo, que sirve de acelerador. En los modelos D1 aunque usaba un pedal como acelerador. No está claro cuándo fue introducido el minivolante acelerador.
Parece que solo se construyeron cinco ejemplares del modelo D. Hay mención de problemas de arranque con el motor de doble expansión.

## El modelo E
Se puede decir que el modelo E es el más conocido de todas las variantes del automóvil Doble, con el número de unidades supervivientes mayor.
El diseño del generador monotubo fue perfeccionado con el tipo llamado "American". Producía vapor a unos 52 bar (750 psi) de presión y una temperatura de 400 C (750 F). El tubo se conformaba a partir de tubo sin soldadura extrusionado. Un total de 176 metros de tubo se enrollaban en una espiral de unos 559 mm de diámetro y una altura de unos 830 mm. La caldera se sometía a una prueba hidrostática (con agua a presión y en frío) de 483 bar. Los bloques del motor bicilíndrico de doble expansión se dispusieron adosados, tapa contra tapa, como base para un motor Woolf de 4 cilindros con los cilindros de alta presión en el exterior. Una válvula de pistón incorporando respiraderos de transferencia iba en medio del cilindros de baja y de alta, en una disposición similar al sistema Vauclair de motor de doble expansión usado en algunas locomotoras de alrededor de 1900. Una válvula corredora de Stephenson sustituyó el sistema Joy. Este motor fue usado en todos los vehículos posteriores.
El coche no necesitaba embrague, ni transmisión, ni eje de transmisión. El motor iba directo al eje trasero.
Podía funcionar con combustibles diversos con modificaciones mínimas y, de resultas de una combustión a alta temperatura y baja presión, la contaminación era muy baja.

## El modelo F
El cambio principal del modelo F fue el diseño de la caldera. Algunas unidades incorporaron una bomba de alimentación de agua accionada a vapor (inyector de vapor, en inglés "steam inyector").

## Prestaciones típicas
- Autonomía: Un Doble Modelo E de 1924 cargaba unos 90 litros de agua que había rellenar cada 2400 km.
- Tiempo de arranque: En unos 30 segundos había suficiente presión de vapor para funcionar. Incluso en tiempo muy frío.[5]
- Velocidad: Más de 140 km/h (Algunos Doble de serie han llegado a los 190 km/h; con una aerodinámica poco eficaz)
- Aceleración: Algunas versiones ligeras del modelo E podían acelerar de 0-121 km/h en 10 segundos.
- Combustibles y consumo: Los Doble a menudo ardían queroseno, pero podían funcionar con otros tipos de combustible. El consumo era moderado y comparable al de automóviles convencionales de la época.
- Ruido: El ruido de origen mecánico (caldera y motor) era muy reducido. El ruido aerodinámico predominaba a velocidades medias y altas. A 110 km/h el motor giraba a 900 rpm sin vibraciones apreciables.
- Peso: Unos 2.300 kg en orden de marcha.